# Glaucopsyche lada
Glaucopsyche lada är en fjärilsart som beskrevs av Igor Kozhanchikov 1936. Glaucopsyche lada ingår i släktet Glaucopsyche och familjen juvelvingar. Inga underarter finns listade i Catalogue of Life.